# Vera Božičković-Popović
Vera Božičković-Popović cyr. Вера Божичковић Поповић,  (ur. 8 maja 1920 w Brczku, zm. 6 marca 2002 w Belgradzie) – serbska i jugosłowiańską malarka.

## Życiorys
W 1945 przeniosła się wraz z rodziną do Belgradu, gdzie studiowała malarstwo w Akademii Sztuk Pięknych (klasa Marka Čelebonovicia). W 1949 wyszła za mąż za malarza Miodraga Mićę Popovicia i wraz z mężem wyjechała do Zadaru, gdzie współtworzyła Grupę Zadarską (wspólnie z Petarem Omikusem, Kosarą Bokšanem, Batą Mihajloviciem i Ljubinką Jovanović). Z Zadaru powróciła wkrótce do Belgradu, a w 1951 wyjechała wraz z mężem do Paryża. W 1959 powróciła na stałe do Belgradu, gdzie spędziła resztę swojego życia.

## Twórczość
Po raz pierwszy zaprezentowała swoje prace publicznie w 1950 w belgradzkiej galerii ULUS. W latach 1956 i 1958 w tej samej galerii otwierano indywidualne wystawy prac Very Božičković-Popović. Początkowo twórczość artystki była zgodna z kanonem socrealizmu, ale już w latach 50. odeszła od niego w kierunku informelu. Tworząc swoje obrazy artystka wykorzystywała oprócz farb także piasek, gips i smołę. Jej prace niejednokrotnie przypominały eksponaty geologiczne. Pozostawiła po sobie także cykl pejzaży. Oprócz malarstwa projektowała kostiumy teatralne i filmowe, tkała gobeliny.
W 1962 została wyróżniona nagrodą Oktobarskiego Salonu.